# Třída Bay
Třída Bay je třída pomocných výsadkových dokových lodí postavených pro Royal Fleet Auxiliary, podpůrnou složku britského královského námořnictva. Originální označení lodí je ALSL – Alternative Landing Ships Logistic. Čtyři postavené jednotky, Largs Bay, Lyme Bay, Mounts Bay a Cardigan Bay, byly do služby zařazeny v letech 2006–2007. Lodě jsou moderní náhradou výsadkových lodí třídy Round Table, proti kterým ale mají více než dvojnásobnou kapacitu. Mohou nést 356 mariňáků s jejich vybavením. Výsadek je na místo určení převezen primárně pomocí dvou pěchotních a jednoho těžkého vyloďovacího člunu, sekundárně pomocí transportních vrtulníků, startujících z paluby na zádi lodí.
V roce 2010 provedla Velká Británie revizi svých výdajů na obranu, která znamenala značné krácení rozpočtů. Largs Bay proto byla vyřazena z aktivní služby a v dubnu 2011 o jejím zakoupení rozhodla Austrálie. Australské námořnictvo totiž vlastní velice zastaralé výsadkové lodě a koupě Largs Bay mu pomůže lépe překlenout období do dokončení dvojice moderních plavidel třídy Canberra. Australské námořnictvo loď zařadilo do služby 13. prosince 2011 po názvem HMAS Choules (L100).

## Charakteristika

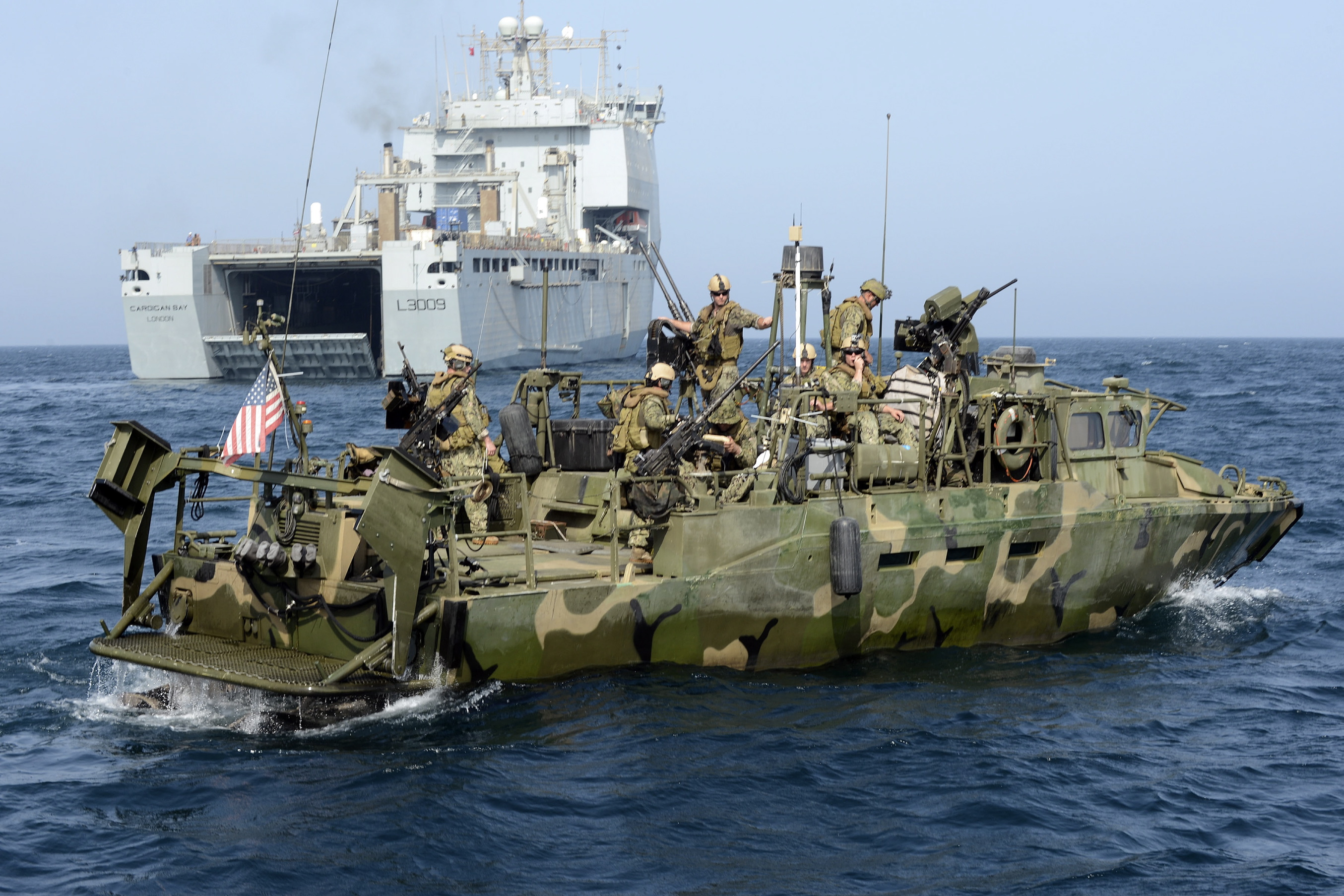
RFA Cardigan Bay s americkým člunem Riverine Command Boat

Lodě třídy Bay slouží v případě konfliktu v rámci britské Amphibious Task Group (ATG). Během výsadkové operace by výsadek první vlny vojáků námořní pěchoty – Royal Marines a bojové techniky, provedly výsadkové lodě královského námořnictva třídy Albion a nosič vrtulníků HMS Ocean, který by také poskytoval podporu bitevních vrtulníků. Teprve poté by lodě třídy Bay, doposud plující za horizontem, zajistily výsadek druhé vlny vojáků a těžké techniky.

## Konstrukce

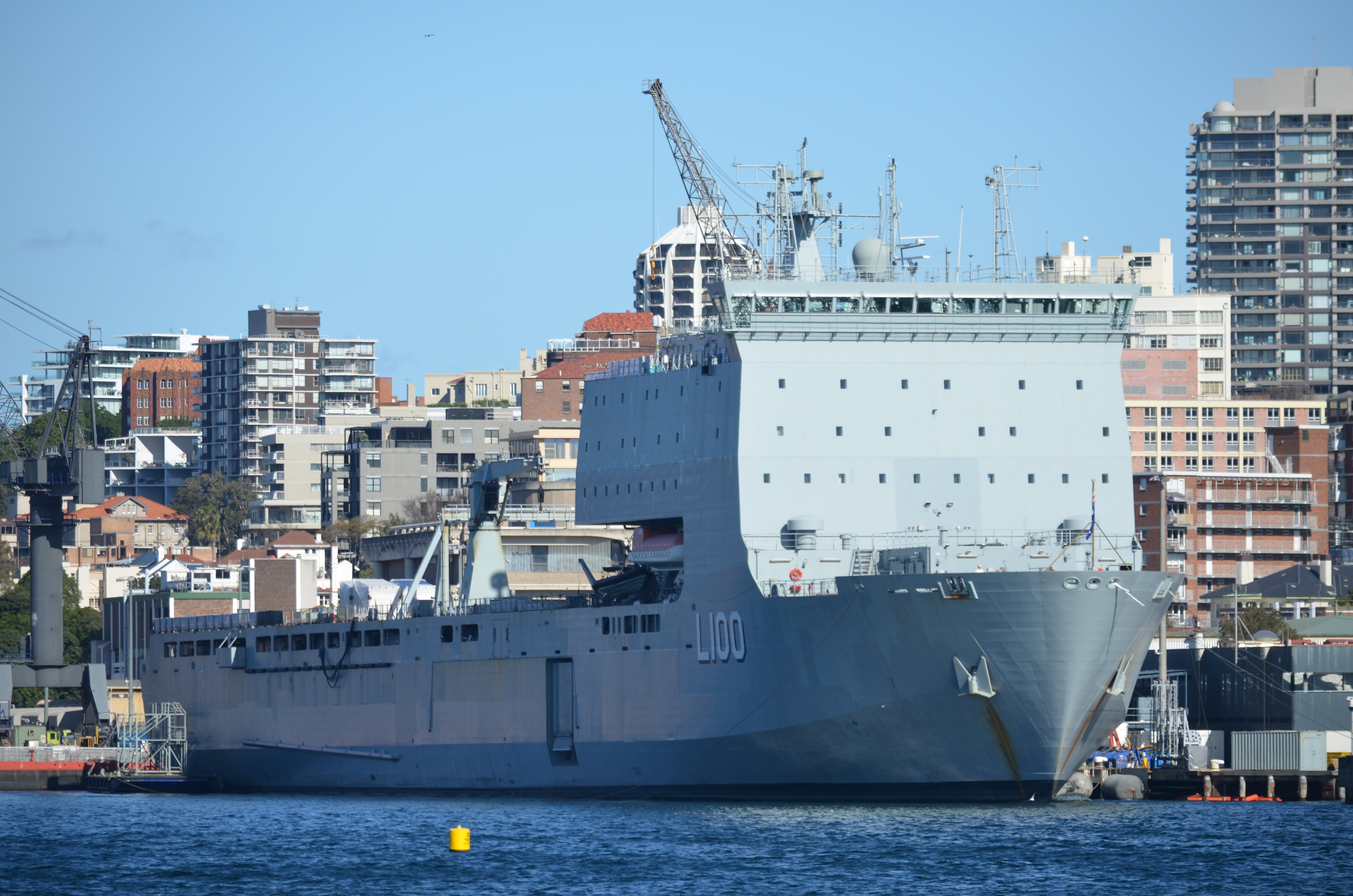
HMAS Choules (ex- Largs Bay

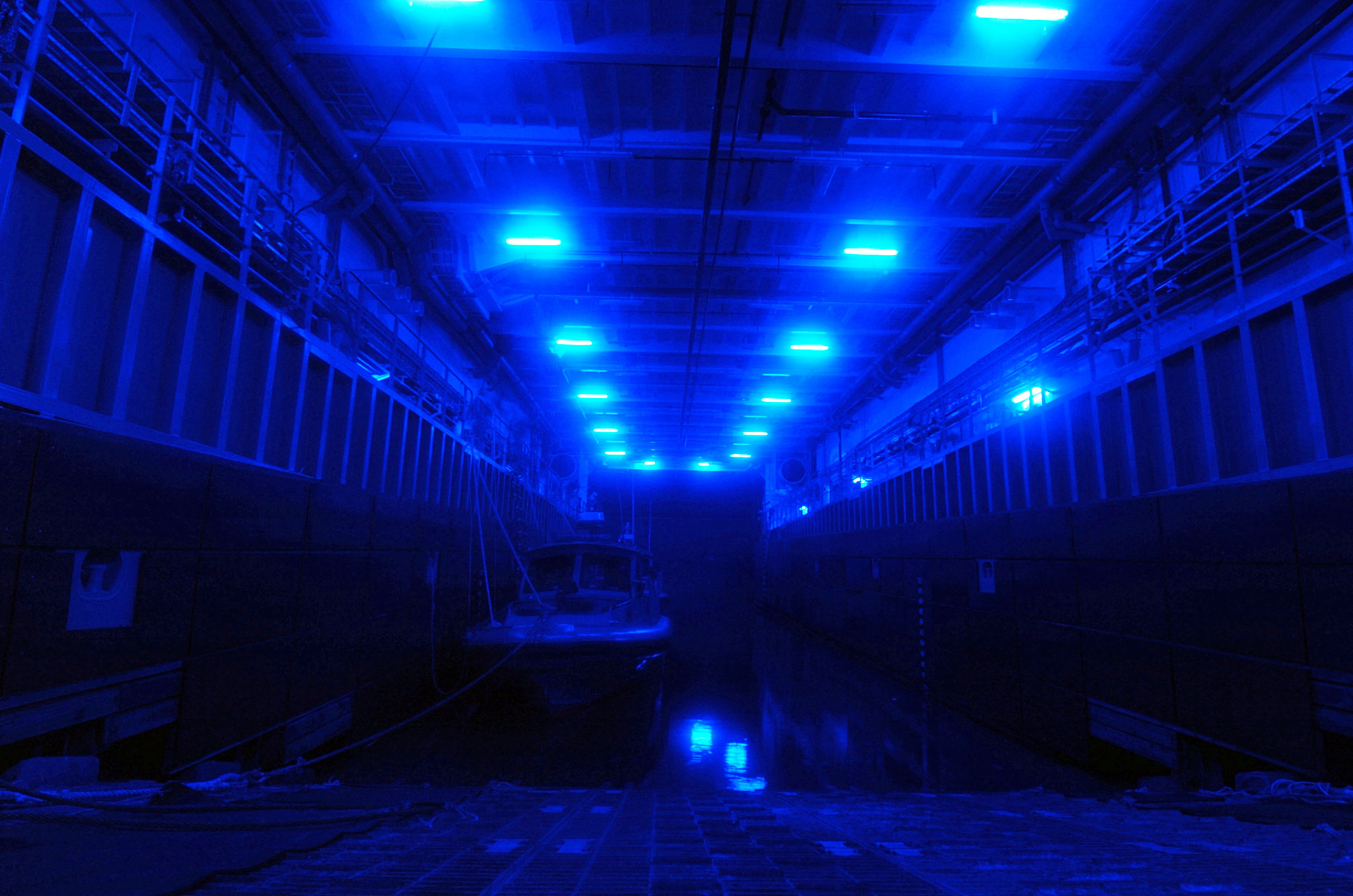
Pohled do palubního doku RFA Cardigan Bay

V přední části lodi je rozměrná nástavba, za kterou je prostor pro uložení materiálu s jeřáby a rozměrná letová paluba pro vrtulníky. Pod ní se nachází palubní dok pro vyloďovací čluny. Posádku tvoří pouhých 60 námořníků. V mírových podmínkách není nesena žádná výzbroj, v případě potřeby je ale možné instalovat 30mm kanóny a obranné systémy Phalanx CIWS.
Lodě třídy Bay mohou přepravovat 356 námořních pěšáků (krátkodobě až 700) s jejich vybavením a až 150 lehkých vozidel či 24 tanků Challenger 2. Na horní palubě je dále plocha pro uložení dalšího materiálu, se kterým manipulují dva jeřáby o nosnosti 30 tun. Na bocích lodí jsou též dvě sklopné rampy pro vjezd tanků a vozidel.
Výsadek je na břeh přepravován pomocí vyloďovacích člunů, prámů a vrtulníků. Z lodi mohou operovat až tři vyloďovací čluny a dva prámy nesoucí tanky (ty jsou zavěšeny na bocích trupu). Dva čluny typu LCVP mk5 unesou 35 plně vystrojených vojáků, zatímco jeden větší člun LCU mk10, operující z palubního doku, unese jeden tank Challenger 2. Z přistávací paluby na zádi mohou operovat dva střední transportní vrtulníky či jeden těžký. Obvykle se jedná o typy Chinook, Westland Sea King či Merlin. V případě potřeby zde může přistát též letoun V-22 Osprey. Hangár pro vrtulníky je možné instalovat v případě potřeby.
Pohonný systém je dieselelektrické koncepce. Tvoří ho dva diesely Wartsila 12V26 a dva elektromotory Wartsila 8L26. Nejvyšší rychlost je 18 uzlů. Dosah je 8000 námořních mil při 15 uzlech.

## Operační služba

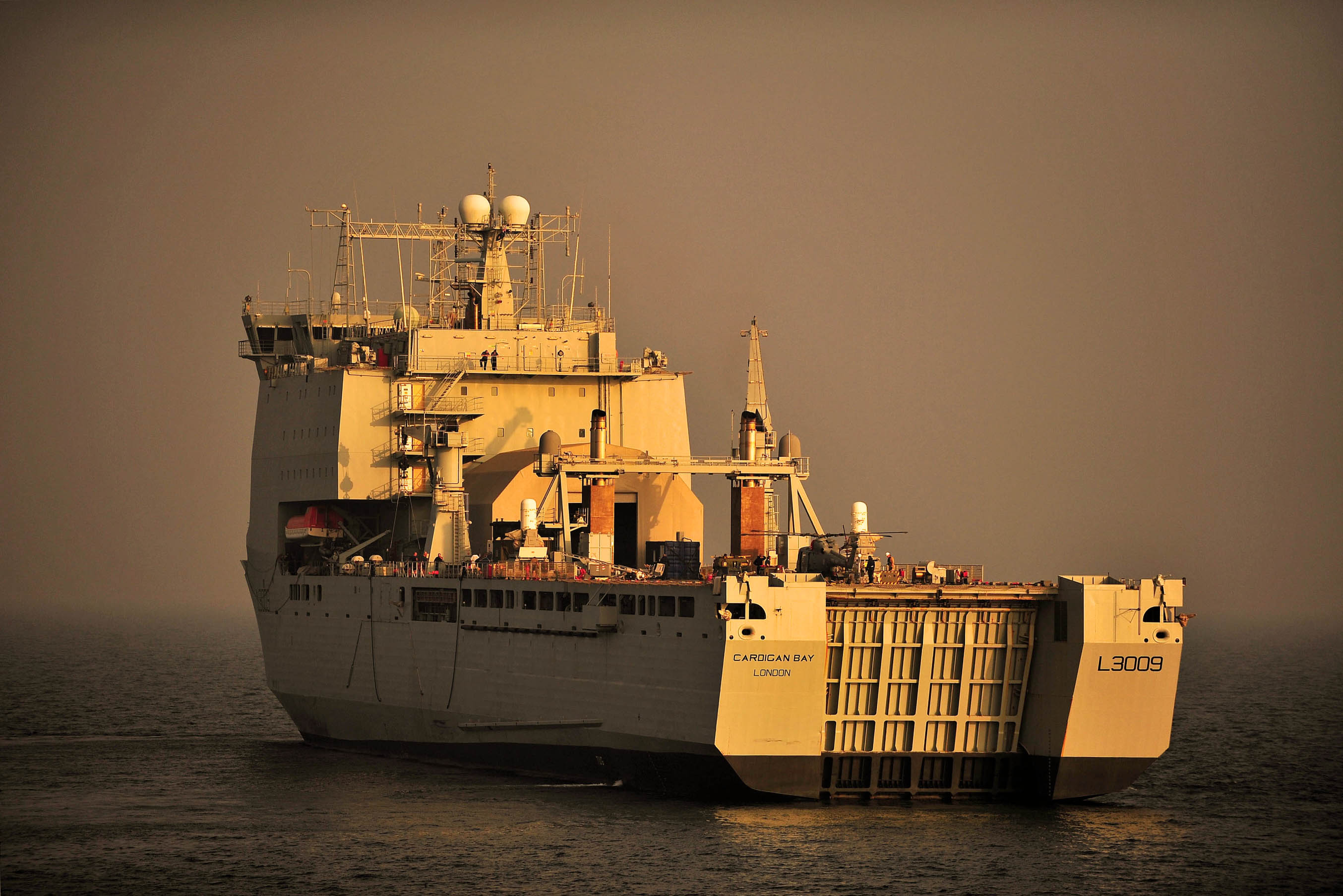
RFA Cardigan Bay se zavřenými vraty doku

V roce 2016 se Mounts Bay podílela na likvidaci zbytků libyjských chemických zbraní.